# Израильский фунт
Израильский фунт или лира (ивр. לירה ישראלית‎ [Ли́ра исраэли́т]) — денежная единица Государства Израиль в 1952—1980 годах. Заменила палестинский фунт, была заменена израильским шекелем.
Лира — местное наименование денежной единицы на иврите, фунт — принятое в российской справочной литературе. Под названием Pound национальная валюта Израиля была включена в мировой стандарт ISO 4217, Israel Pound — дублирующая оригинальное наименование надпись на израильских банкнотах образца 1952 года (см. Банкноты Государства Израиль). Pound — наименование всех выпусков израильских банкнот до шекеля в англоязычной версии сайта Банка Израиля. Иными словами, израильский фунт и израильская лира — два равноправных наименования одной и той же денежной единицы.

## История

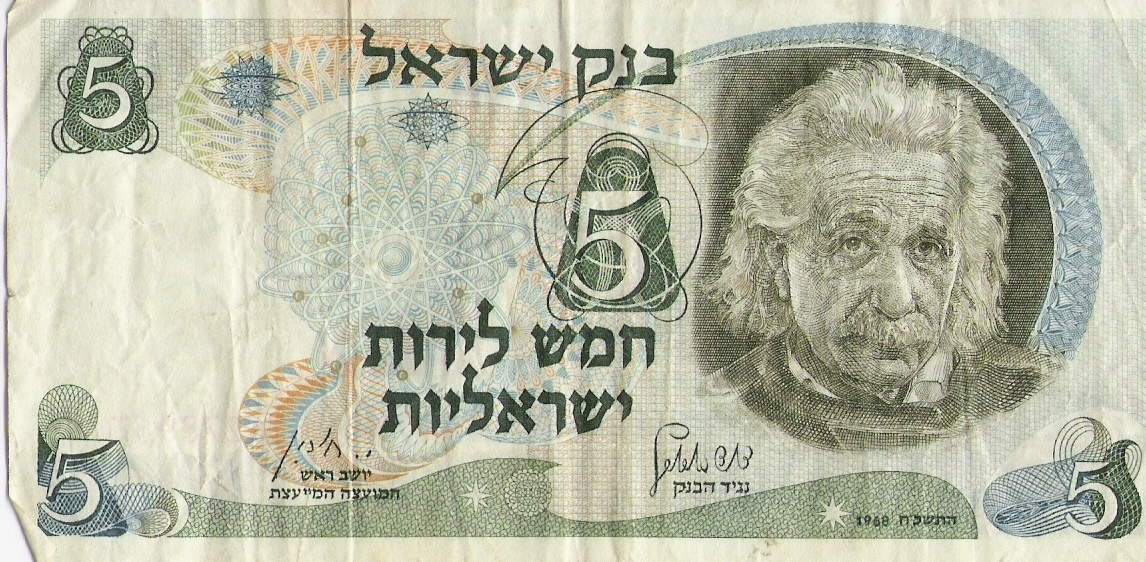
5 фунтов образца 1968 года с портретом Эйнштейна

С момента образования Государства Израиль в 1948 году и до 1954 года в Израиле не было центрального банка. Его функции выполнял Англо-Палестинский банк еврейского национального агентства. 1 мая 1951 года Англо-Палестинский банк перевёл свои активы и обязательства в Национальный банк Израиля (ивр. בנק לאומי לישראל‎; англ. Bank Leumi Le-Israel).
В 1952 году Национальный банк Израиля выпустил банкноты, на которых слова ивр. לירה ארץ ישראלית‎ (лира земли израильской) были заменены на ивр. לירה ישראלית‎ (израильская лира) с дублирующей надписью на английском языке — Israel Pound (израильский фунт), а название 1/1000 фунта было заменено с «миль» (ивр. מיל‎) на «прута́» (ивр. פרוטה‎), что можно перевести как «мелочь, мелкая часть, пенс, ничто». Эта серия находилась в обращении три года. С 1 января 1954 года была отменена привязка палестинского фунта и израильского фунта к фунту стерлингов.
1 декабря 1954 года был основан Банк Израиля, и одной из его обязанностей было введение в обращение местной валюты и пополнение фонда купюр. В 1955 году вошла в обращение первая выпущенная им денежная серия.
Из-за отмены привязки израильского фунта к фунту стерлингов его стоимость резко покатилась вниз: с 0,357 фунта за 1 американский доллар в 1949 году (когда палестинский фунт ещё был привязан к фунту стерлингов) до постоянного курса в 1,8 фунта за 1 американский доллар в 1954 году. Те жители Израиля, которые получали пенсию или зарплату от правительства Британии, должны были выбрать по окончании мандата, в какой валюте будут выполняться платежи; те, кто поверил в израильскую валюту, с удивлением обнаружили, что, несмотря на те же цифры, с 1954 года они получают намного меньше своих товарищей, решивших продолжать получать платежи в английских фунтах.
Из-за падения стоимости израильского фунта монеты достоинством меньше 10 прут (ивр. פרוטות‎) практически вышли из обращения. Поэтому 1 января 1960 года вместо прут были введены в обращение агоры (ивр. אגורות‎ — гроши), приравненные к 1/100 израильского фунта. Название для новой денежной единицы придумала Академия Иврита, на основе выражения «серебряный грош» (ивр. אגורת כסף‎), встречающегося в Ветхом Завете, в Первой Книге Царств, 2:36. (В [www.lib.ru/HRISTIAN/BIBLIYA/wethij_zawet.txt#249 русском синодальном переводе] (рус.) выражение אגורת כסף переведено как «серебряная гера»).
В 1964 году, вследствие глубокого кризиса израильской экономики, было принято решение уменьшить стоимость израильского фунта и установить обменный курс в 3 фунта за американский доллар. Из кризиса израильская экономика смогла выбраться только в 1967 году, после окончания Шестидневной войны.
На протяжении 1960-х годов в израильском обществе снова и снова разгорались дискуссии по поводу названия денежной единицы. И лира, и фунт — заимствованные слова; так почему национальная валюта еврейского государства должна называться по-иностранному? И даже название соответствующее было предложено — шекель. 4 июня 1969 года на заседании Кнессета был принят закон, по которому название израильской валюты должно быть «шекель». Однако практической ценности этот закон не имел, потому что в нём было записано, что переход с фунта на шекели будет произведён по указу министра финансов в момент, который покажется ему подходящим.
В ноябре 1977 года представитель Банка Израиля при правительстве Арнон Гафни посоветовал ратифицировать закон от 1969 года, и выпустить новую валюту, шекель. В мае 1978 года проект ратификации утвердили премьер-министр Израиля Менахем Бегин и министр финансов Симха Эрлих. Проект замены денежных знаков подготавливался в тайне, и был обнародован только 22 февраля 1980 года, когда началась кампания смены дензнаков. На день обмена стоимость американского доллара равнялась 40 израильским фунтам, и поэтому один шекель был установлен как равный 10 фунтам.